# L'Inceste
Pour les articles homonymes, voir Inceste (homonymie).
L'Inceste (My Lover My Son) est un film américain réalisé par John Newland, sorti en 1970.

## Synopsis
Francesca Anderson et son mari Robert forment un couple malheureux. Elle prête d'autant plus attention à son fils James qui lui rappelle son ancien amant Macer. À part Francesca, personne ne sait que James est vraiment non pas le fils de Robert, mais de Macer. Ainsi, Francesca réagit jalousement quand James tombe amoureux de Julie.
James intervient dans une dispute entre ses parents et tue Robert. Dans l'action judiciaire, Francesca fait sa déposition décisive qui conduit à l'acquittement de James. Au grand regret de Francesca, James se retire de la dépendance maternelle et choisit une vie avec Julie.

## Fiche technique
- Titre : L'Inceste
- Titre original : My Lover My Son
- Réalisation : John Newland
- Scénario : Jenni Hall, William Marchant et Wilbur Stark, d'après le roman Reputation for a Song d'Edward Grierson
- Production : Wilbur Stark
- Musique : Norrie Paramor
- Photographie : David Muir
- Montage : Peter Musgrave
- Pays d'origine : États-Unis
- Format : Couleurs - 1,85:1 - Mono
- Genre : Drame
- Durée : 96 minutes
- Date de sortie : 13 mai 1970 (New York City); 5 août 1970 (France)

## Distribution
- Romy Schneider : Francesca Anderson
- Donald Houston : Robert
- Dennis Waterman : James Anderson
- Patricia Brake : Julie
- Peter Sallis : Sir Sidney Brent
- William Dexter : Parks
- Alexandra Bastedo: Cicely Clarkson
- Janet Brown : Mrs. Woods

## Autour du film
- Tenant respectivement les rôles de mère et de fils, les comédiens Romy Schneider et Dennis Waterman n'avaient en réalité que 10 ans d'écart.
- La voiture conduite par Donald Houston est la Rolls-Royce châssis no. SRH 2971, la plus filmée dans l'histoire de la télévision et du cinéma. À partir de 1968, elle fût utilisée dans de nombreux tournages[1].